# Ophiomorus blanfordi
Ophiomorus blanfordi är en ödleart som beskrevs av  Blanford 1879. Ophiomorus blanfordi ingår i släktet Ophiomorus och familjen skinkar. Inga underarter finns listade i Catalogue of Life.